# Dysdera mazini
Dysdera mazini là một loài nhện trong họ Dysderidae.
Loài này thuộc chi Dysdera. Dysdera mazini được miêu tả năm 1991 bởi Dunin.